# Teressa Liane

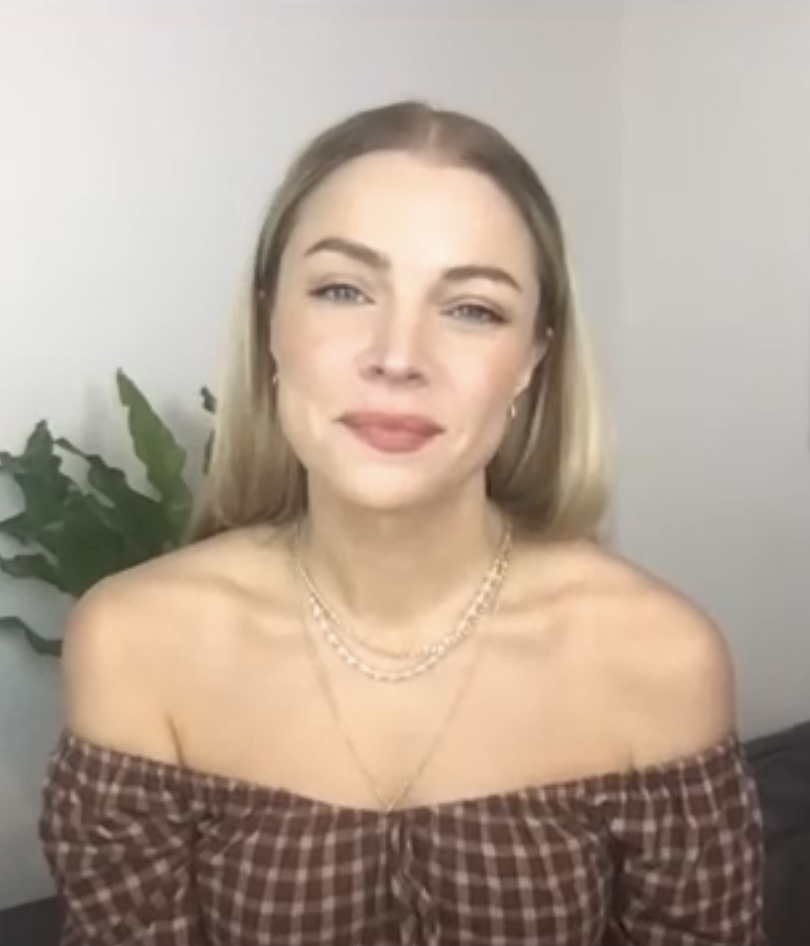
Teressa Liane, 2022

Teressa Liane (geboren am 11. März 1988 in Melbourne) ist eine australische Schauspielerin.

## Schauspielkarriere
Teressa Liane gab ihr Debüt 2011 in der Fernsehserie Neighbours. Von 2015 bis 2016 spielte sie in der Serie The Vampire Diaries die Rolle der Mary Louise. 2019 verkörperte sie in der Netflix-Serie Roman Empire in der dritten Staffel die Rolle der Agrippina der Jüngeren, der Schwester des römischen Kaisers Caligula und Mutter des Nero. Im Jahr 2022 übernahm sie die Hauptrolle im Tierhorrorfilm The Reef: Stalked.

## Filmografie
- 2011: The Cup
- 2011–2013: Nachbarn (Neighbours, Seifenoper, 26 Folgen)
- 2012: Any Questions for Ben?
- 2013: Into the Badlands (Fernsehserie, 3 Folgen)
- 2015–2016: Vampire Diaries (The Vampire Diaries, Fernsehserie, 11 Folgen)
- 2017: Stitchers (Fernsehserie, Folge 3x04)
- 2019: Das römische Reich (Roman Empire, Fernsehserie, 4 Folgen)
- 2019–2020: Days of Our Lives’ Last Blast Reunion (Fernsehserie, 8 Folgen)
- 2021: His Killer Fan (Fernsehfilm)
- 2022: The Spy Who Never Dies
- 2022: Magnum P.I. (Fernsehserie, Folge 4x19)
- 2022: The Reef: Stalked